# East Gordon, New South Wales
East Gordon este o suburbie din Gordon, Sydney, Australia.